# بانویل-او-سول
بانویل-او-سول (به فرانسوی: Bainville-aux-Saules) یک کمون (فرانسه) در فرانسه است که در canton of Dompaire واقع شده‌است. بانویل-او-سول ۵٫۶۱ کیلومتر مربع مساحت دارد ۳۰۰ متر بالاتر از سطح دریا واقع شده‌است.